# Saint-Jean-la-Poterie
Saint-Jean-la-Poterie település Franciaországban, Morbihan megyében. Lakosainak száma 1430 fő (2022. január 1.). Saint-Jean-la-Poterie Saint-Perreux, Redon, Rieux és Allaire községekkel határos.

## Népesség
A település népessége az elmúlt években az alábbi módon változott:
| Lakosok száma | 1077 | 1252 | 1394 | 1455 | 1514 | 1502 | 1500 | 1469 | 1454 | 1430 |
|               | 1968 | 1982 | 1990 | 2006 | 2013 | 2015 | 2017 | 2019 | 2020 | 2022 |